# Amenhotep (Obervermögensverwalter der Hatschepsut)

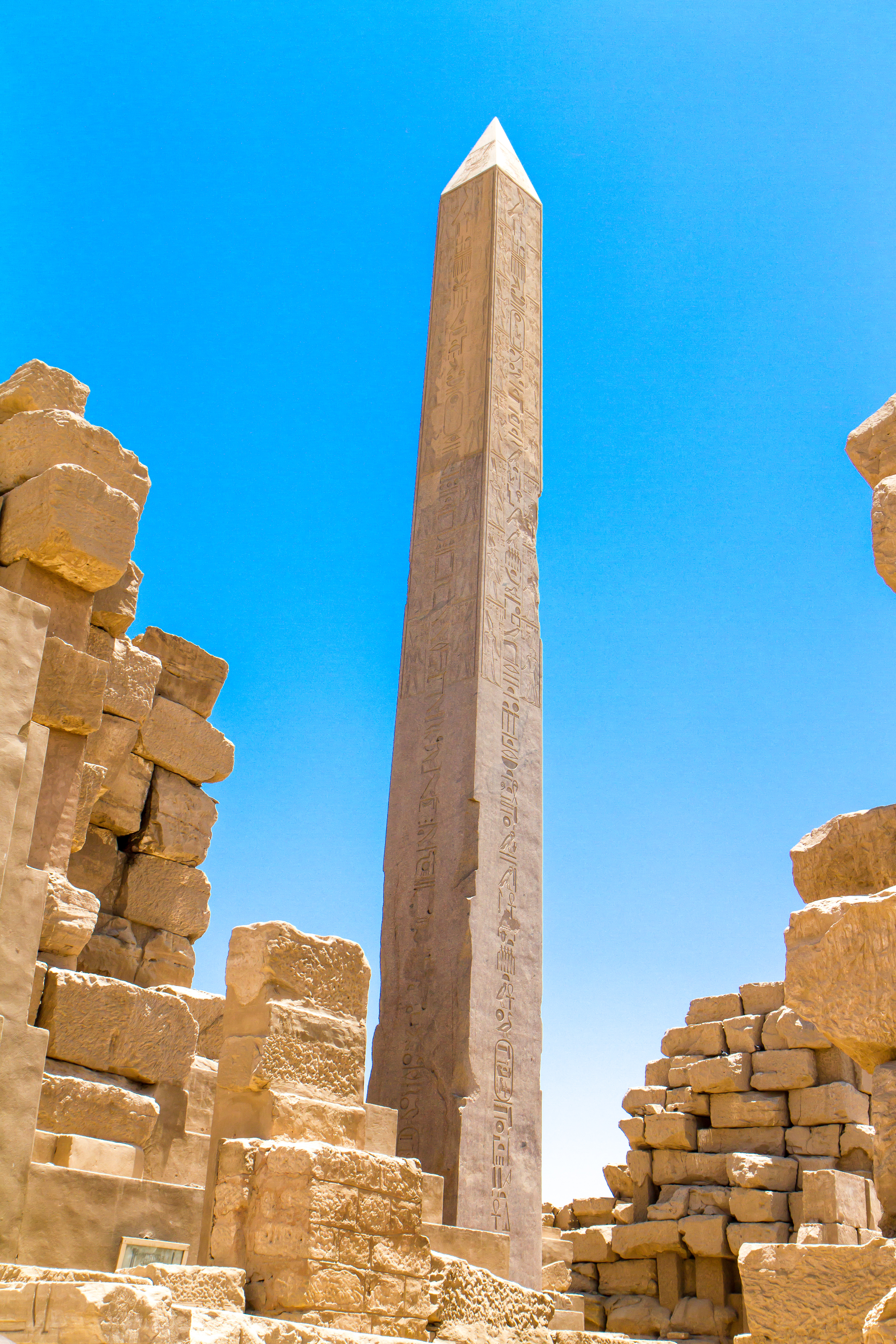
Obelisk der Hatschepsut, den Amenhotep errichtete

Amenhotep war ein hoher altägyptischer Beamter, der unter der regierenden Königin Hatschepsut im Amt war. Sein wichtigster Titel war Obervermögensverwalter, womit er die königlichen Domänen verwaltete.
Amenhotep mag um das 9. Regierungsjahr ins Amt gesetzt worden sein. Das Ende seiner Amtszeit ist nicht sicher, doch gibt es keine Anzeichen, dass er unter Hatschepsuts
Nachfolger Thutmosis III. noch im Amt war. Sein Name ist auf vielen Monumenten zerstört, was andeutet, dass er am Ende seiner Karriere in Ungnade fiel. Amenhotep ist vor allem von seinem thebanischen Grab (TT73) und einer Reihe von Felsinschriften aus der Gegend um Assuan bekannt. Aus beiden Quellen geht hervor, dass das Hauptereignis seiner Karriere die Herstellung und Aufstellung von einem Paar von Obelisken war. Es handelt sich wahrscheinlich um die Obelisken, von denen aus anderen Quellen bekannt ist, dass sie im 16. Regierungsjahr der Herrscherin errichtet wurden. Zu dieser Zeit erhielt Amenhotep den Titel Direktor der Arbeiten an den beiden großen Obelisken für das Haus des Amun.
Nicht viel ist über die Herkunft und Familie des Amenhotep bekannt. Sein Vater hieß Teti, der Name seiner Mutter ist nicht überliefert. Amenemipet war seine Gemahlin. Zwei Söhne sind namentlich bekannt: Neferhotep und Amenemhat. Sie waren beide Hohepriester der Anuket. Ein weiterer Sohn war vielleicht der Obervermögensverwalter Kenamun, doch ist diese Verbindung nicht gesichert und wird in der Forschung auch bestritten. Kenamuns Vater hieß auch Amenhotep,
seine Mutter Amenemipet.